# 台灣民眾黨黨員代表大會
台灣民眾黨黨員代表大會是台灣民眾黨最高權力機關（《台灣民眾黨章程》第11條），每一年由中央委員會至少召開一次。除每年定期集會外，必要時由黨主席經中央委員會決議或全國五個以上直轄市、縣、市黨部之書面提議，中央委員會應召集臨時黨員代表大會。中央委員任期二年，由各級黨部及全國原住民族選舉之代表、現任高階黨職或經公職人員選舉而任高階公職之黨員、與民眾黨主席之黨員共同組成。大會議程包括中央黨部報告、立法院黨團報告、年度決算報告、提案討論與議決、黨員代表意見回覆。

## 歷史
2017年12月中華民國開始施行之《政黨法》中規定，政黨成立初期應以「黨員大會」為最高權力機關。至政黨章程由黨員大會通過後，方可依照黨章規定由黨員選出代表，召開「黨員代表大會」，行使黨員大會職權。
2019年8月6日，柯文哲、蔡壁如在臺北市臺大醫院國際會議中心舉行台灣民眾黨創黨成立大會，111位與會人士簽名組建「台灣民眾黨」，產生第一屆中央委員5位及中央評議委員5位。2020年8月2日，於桃園市國立體育大學綜合體育館舉行黨員大會。2021年1月10日於臺北市集思交通部國際會議中心舉行第一次黨員代表大會，議程包括黨務報告、年度決算報告、章程修訂案議決，以及選舉出第二屆中央委員9位及中央評議委員7位。

## 職權
依據《台灣民眾黨章程》第十四條，黨員代表大會職權如下：
1. 議決章程訂定及修正案。
2. 選舉中央委員。
3. 選舉中央評議委員。
4. 議決年度決算。
5. 聽取並檢討黨務報告。
6. 議決政黨之合併或解散。
7. 依本黨規章行使相關同意權。

## 歷屆大會

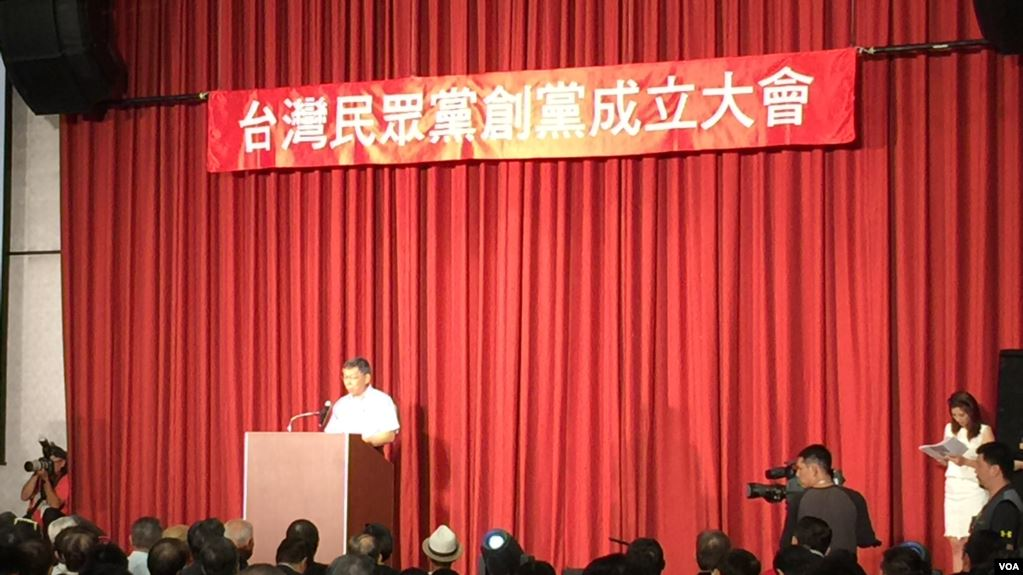
民眾黨創黨成立大會於臺大醫院國際會議中心舉辦。

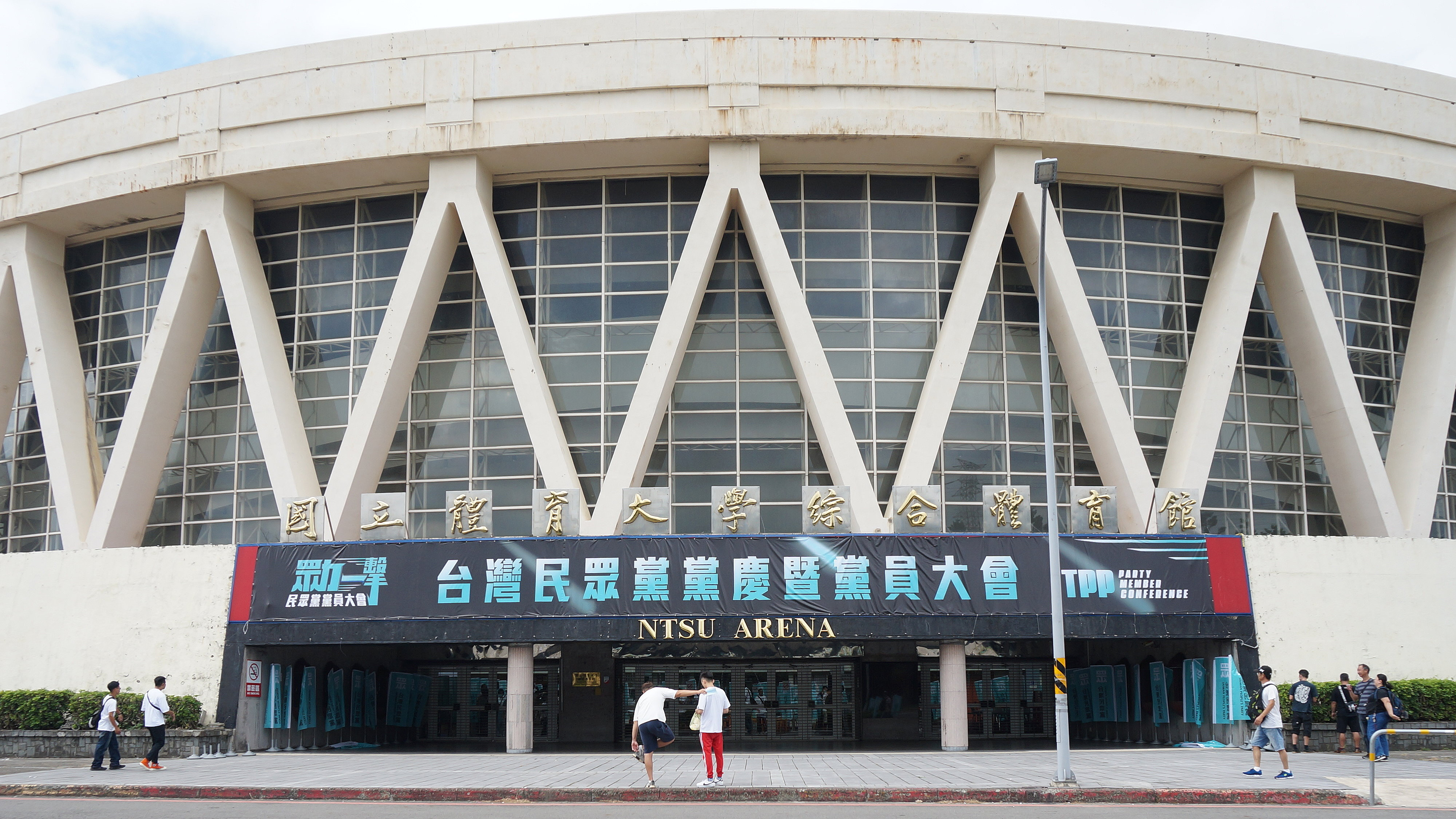
民眾黨首次正式黨員大會於國立體育大學綜合體育館舉辦，而當天亦為1週年黨慶。

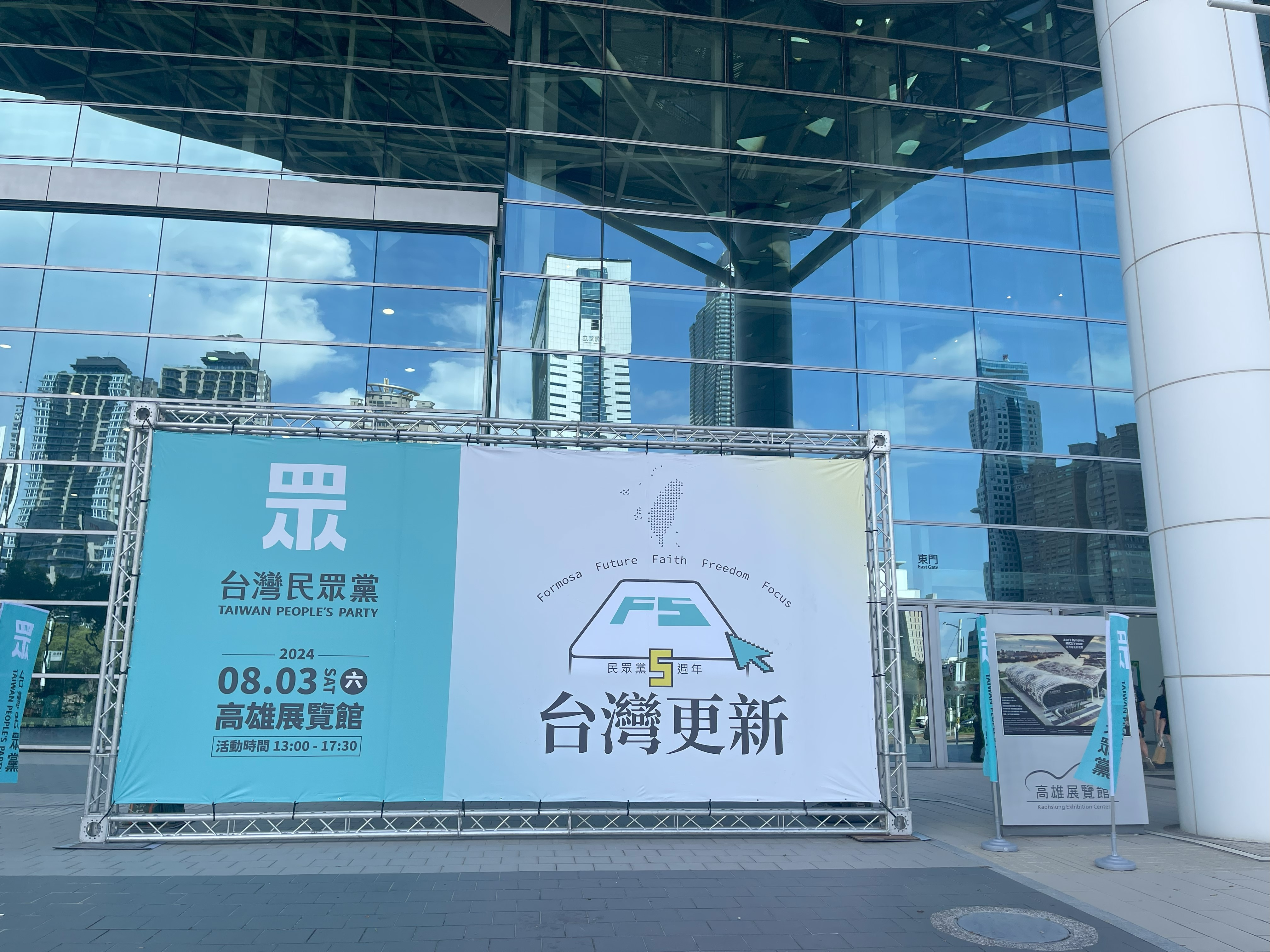
5週年黨慶，主題「F5 台灣更新」。

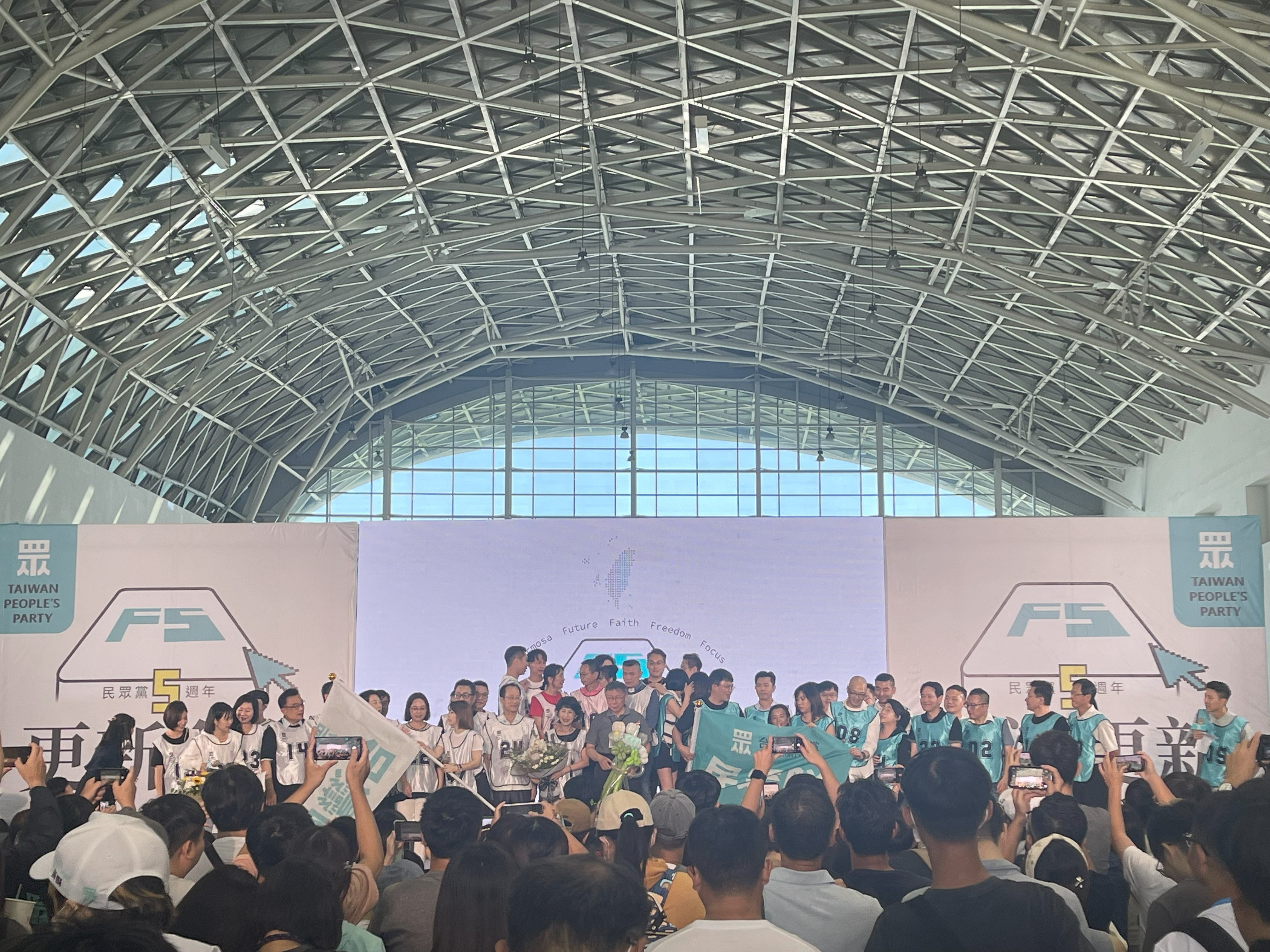
民眾黨第2屆第2次黨員代表大會於高雄展覽館舉辦，而當天亦為5週年黨慶。

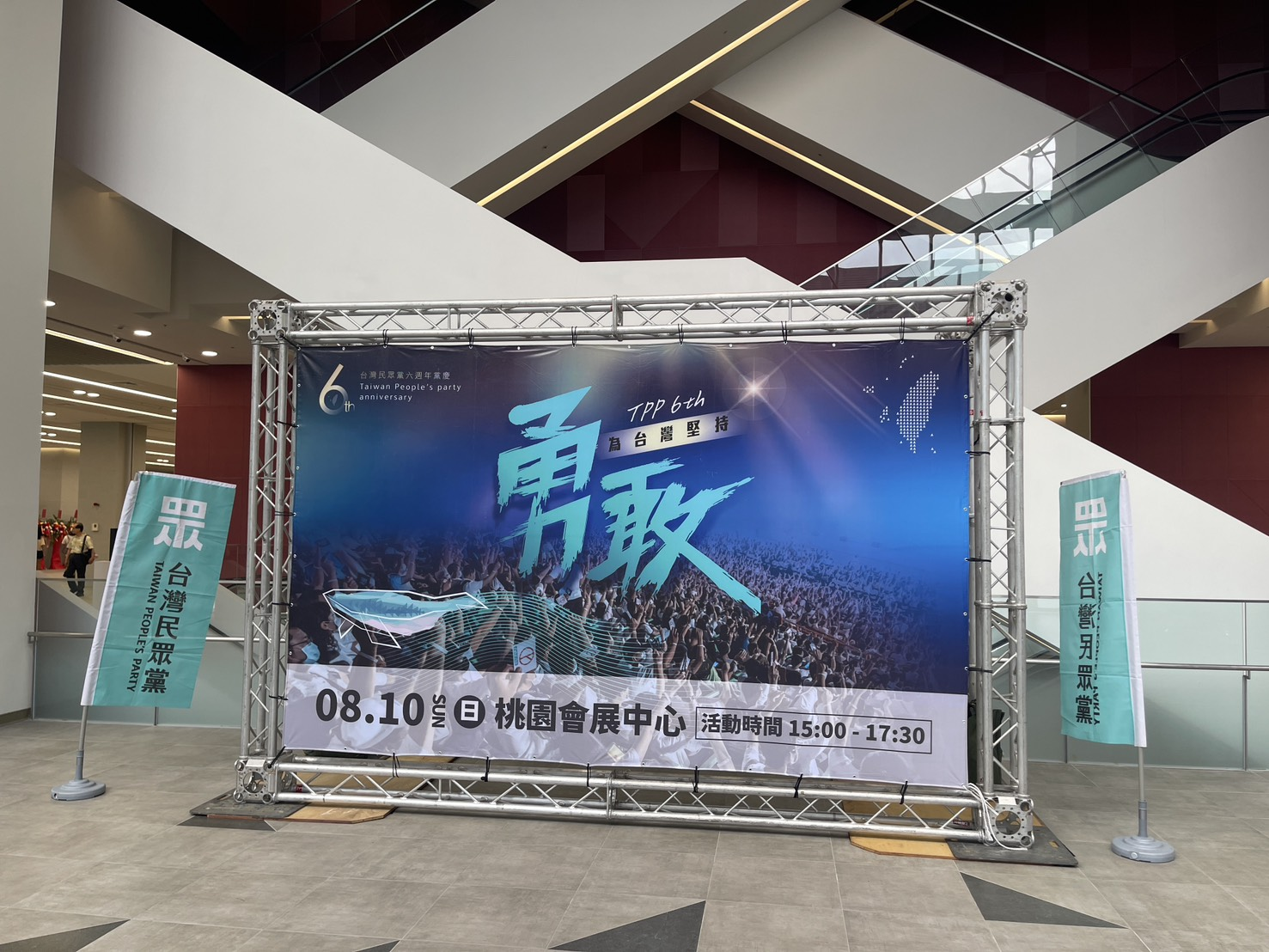
6週年黨慶，主題「勇敢」。

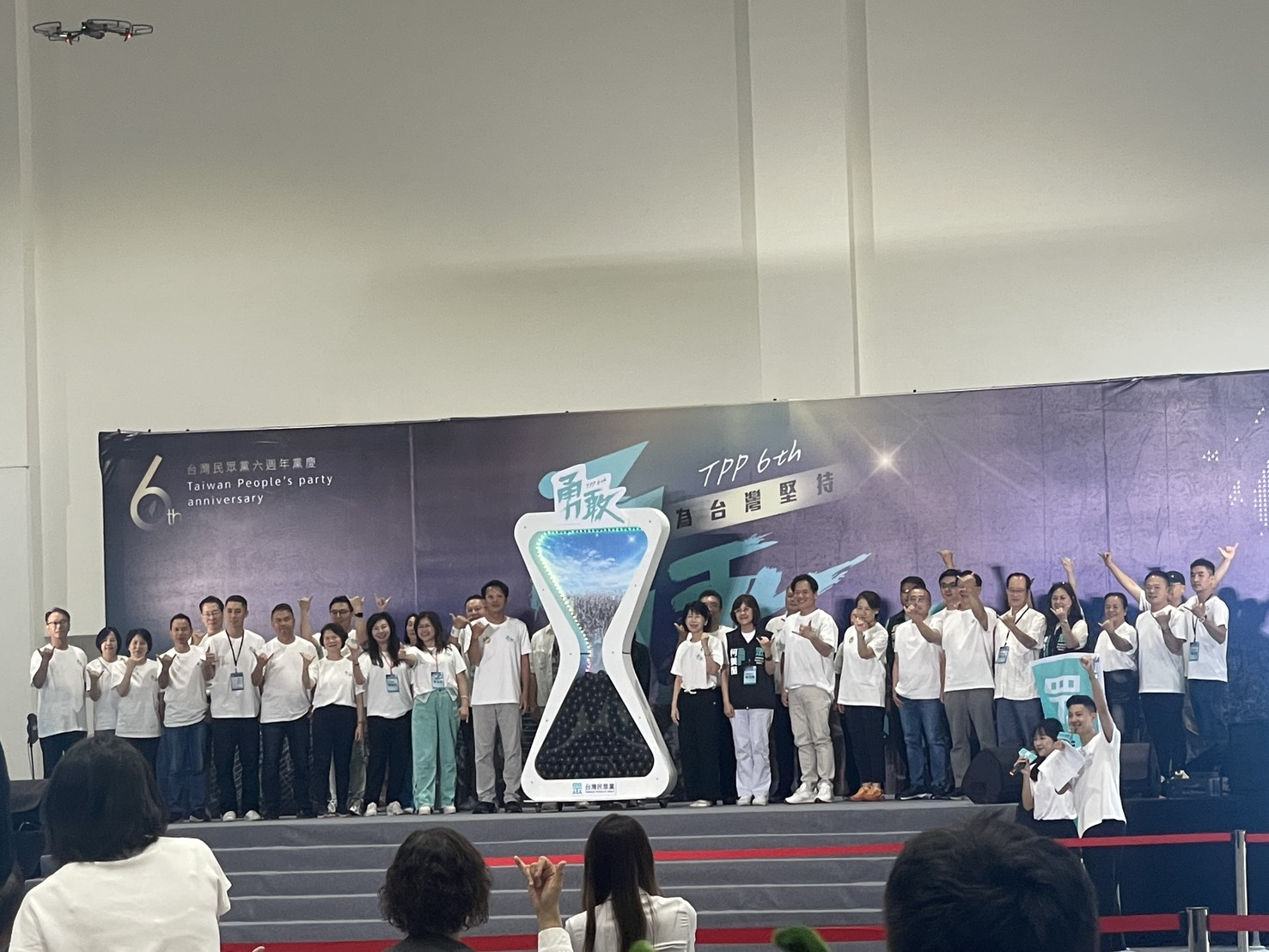
民眾黨第3屆第2次黨員代表大會於桃園會展中心舉辦，而當天亦為6週年黨慶。

| 次序                       | 舉行時間 | 舉行時間 | 舉行地點     | 舉行地點                 | 備考 |
| -------------------------- | -------- | -------- | ------------ | ------------------------ | --- |
| 創黨成立大會               | 2019年   | 8月6日   | 臺北市中正區 | 臺大醫院國際會議中心     | 新聞公告。 產生出第一屆中央委員5位（柯文哲、張益贍、林富男、周鍾麒、黃胤為）及中央評議委員5位（賴祥蔚、 賴俊銘、賴正龍、蔡易倫、楊行昌）。                                                  |
| 黨員大會                   | 2020年   | 8月2日   | 桃園市龜山區 | 國立體育大學綜合體育館   | 開會通知。 選出黨員代表，日後才能開黨員代表大會。 1週年黨慶，主題「眾力一擊」。 |
| 第1屆第1次黨員代表大會     | 2021年   | 1月10日  | 臺北市中正區 | 集思交通部國際會議中心   | 開會通知。 選舉出第二屆中央委員9位（江和樹、孫正華、林富男、蔡炳坤、劉瑋、楊博宇、吳達偉、龔勤文、陳思宇）及中央評議委員7位（張凱鈞、林恕暉、林欣賢、陳美如、吳亭蓁、羅靖為、張睿倉）。     |
| 第1屆第1次臨時黨員代表大會 | 2021年   | 4月17日  | 臺北市中正區 | 台北凱撒大飯店三樓凱撒廳 | 開會通知。 黨章修訂案，黨員義務包含繳交黨費；為了各特種黨部設立，修正黨章相關規定。 |
|                            | 2021年   | 8月6日   | 線上會議     | 線上會議                 | 2週年黨慶，主題「起造新台灣」，設「民眾黨入黨月」推廣更多人入黨。 |
| 第1屆第2次黨員代表大會     | 2022年   | 1月9日   | 臺北市中正區 | 台大校友會館             | 新聞公告。 |
| 第1屆第3次黨員代表大會     | 2022年   | 8月6日   | 臺北市信義區 | 台北國際會議中心         | 新聞公告。 修改黨章，增訂第一屆主席任期至2022年12月31日為止。 3週年黨慶，主題「永續台灣、世代共行」，為年底2022年中華民國地方公職人員選舉造勢。                                             |
| 第2屆第1次黨員代表大會     | 2023年   | 1月14日  | 臺北市中正區 | 台大校友會館四樓大會議室 | 開會通知。 選舉出第三屆中央委員9位（張凱鈞、咼昇華、江和樹、馮啟彥、許瑞宏、范姜奕凱、林冠廷、陳祥麟、張昕華）與中央評議委員7位（林韋銘、李偉華、吳士廉、潘孝仁、詹喬茵、劉家榮、李岱殷）。 |
| 第2屆第1次臨時黨員代表大會 | 2023年   | 3月23日  | 線上會議     | 線上會議                 | 開會通知。 |
|                            | 2023年   | 8月6日   | 臺中市烏日區 | 台中國際展覽館           | 4週年黨慶，主題「好4發生 改變成真」，介紹各選區立委提名人，正式提名柯文哲為2024年中華民國總統選舉總統參選人，黨慶首次開放非黨員參與。                                                       |
| 第2屆第2次黨員代表大會     | 2024年   | 8月3日   | 高雄市前鎮區 | 高雄展覽館304a會議室     | 開會通知。 5週年黨慶，主題「F5 台灣更新」。 |
| 第3屆第1次黨員代表大會     | 2025年   | 1月19日  | 臺北市中正區 | 集思交通部國際會議中心   | 開會通知。 選舉出第四屆中央委員9位（林昭印、許正憲、陳世軒、江和樹、蔡壁如、李彥慶、黃瀞瑩、葉國文、孫正華）與中央評議委員7位（林韋銘、陳宥丞、簡幸甫、詹喬茵、李偉華、吳士廉、廖志）。     |
| 第3屆第2次黨員代表大會     | 2025年   | 8月10日  | 桃園市中壢區 | 桃園會展中心G04會議室    | 開會通知。 決議不討論立委「兩年條款」是否暫緩或延續。 6週年黨慶，主題「勇敢」，推廣核三延役公投。                                                                                           |